# Леонсио Алонсо Гонсалес де Грегорио и Альварес де Толедо
Леонсио Алонсо Гонсалес де Грегорио-и-Альварес де Толедо (исп. Leoncio Alonso González de Gregorio y Álvarez de Toledo; 3 января 1956, Мадрид, Испания) — испанский аристократ и учёный-историк, 22-й герцог Медина-Сидония, 18-й маркиз де Вильяфранка-дель-Бьерсо, 19-й маркиз де Лос-Велес, 29-й граф Ньебла. Он профессор истории в университете Кастилии-Ла-Манчи и в Дипломатической школе Министерства иностранных дел.
Леонсио родился в Мадриде 3 января 1956 года. Старший сын Луизы Изабель Альварес де Толедо-и-Маура, 21-й герцогини Медина-Сидония (1936—2008), и Хосе Леонсио Гонсалес де Грегорио-и-Марти (1930—2008) из семьи графов Пуэбла-де-Вальверде.
В настоящее время он имеет следующие титулы, официально признанные министерством юстиции Испании:
- 22-й герцог Медина-Сидония (гранд Испании) с 2008 года[1]
- 18-й маркиз Вильяфранка-дель-Бьерсо (гранд Испании) с 2010 года[2].
- 19-й маркиз Лос-Велес (гранд Испании), с 2010 года[3].
- 26-й граф Ньебла, с 28 ноября 1958 года.

Когда в 2008 году умерла мать Леонсио, герцогиня Медина-Сидония, и оказалось, что почти всё состояние она пожертвовала на благотворительность, Леонсио, вместе с братом и сестрой, стал в судах оспаривать завещание, полагая, что были нарушены его наследственные права.

## Семья
Он женился 12 декабря 1982 года на Марии Монтсеррат Виньямата-и-Марторель (род. 15 января 1962, Барселона), дочери Луиса Виньямата-и-Эммануэли (1915—1981) и Марии де ла Консепсьон Марторель-и-Кастилехо, 22-й графини Альба-де-Листе (1926—2017). У супругов родилось двое детей:
- Алонсо Энрике Гонсалес де Грегорио-и-Виньямата (род. 31 декабря 1983), 16-й герцог Фернандина
- Мария де ла Соледад Гонсалес де Грегорио-и-Виньямата (род. 6 сентября 1989).

Пара развелась в 1998 году.
12 июля 2001 года он заключил второй брак с венесуэлкой Памелой Гарсия Лисеага-и-Дамиан (род. 14 ноября 1956, Каракас).